# The Sands of Dee
The Sands of Dee er en amerikansk stumfilm fra 1912 af D. W. Griffith.

## Medvirkende
- Mae Marsh som Mary
- Robert Harron som Bobby
- Charles Hill Mailes
- Grace Henderson
- Kate Toncray